# Festuca hyperborea
Festuca hyperborea — вид трав'янистих рослин родини тонконогові (Poaceae), поширений тільки в арктичних областях Північної Америки й Азії. У Європі вид підтверджений тільки на архіпелазі Шпіцберген — Норвегія.

## Опис
Це багаторічні поодинокі трав'янисті рослини, які формують невеликі, щільні купини розгалуженнями з листових пазух (тобто без пагонів і столонів). Стебла 2–5 см, прямі, голі й гладкі. Основи стебел оточені жовтувато-білими пазухами листя минулих років. Листя зелене, ниткоподібне (вузько згорнуте), гладке або з кількома шипиками на полях і вздовж жилок верхівково. Прикореневі листки 1–2 см завдовжки, що становить 1/2–2/3 довжини стебла, й 0.3–0.5 мм завширшки (якщо згорнуті), дуже рідко бувають плоскими. Найбільш верхній стебловий листок („стяговий листок“) 0–4 см, має форму ложки, прикріплений в нижній 1/3 стебла. Лігули дуже короткі, менш як 1 мм, усічені.
Одиниці суцвіття Poaceae — колоски, майже завжди численні в волотях або колосовидих суцвіттях. Колоски складаються з 2-х лусок (приквітки для колоска) і одної або кількох квіток. Квітки містять леми (нижні квіткові луски) і верхні квіткові луски.
Суцвіття — дуже короткі, дещо односторонні вузькі чорнувато-фіолетові волоті, 0.6–1.0 см завдовжки, що займає менш як 1/3 довжини стебла. Гілки суцвіть дуже короткі, 1–2 мм, кожна гілка, як правило, з 1 колоском; все суцвіття містить часто менше ніж 5 колосків. Колоски 4.5–6.5 x 1.5–2.0 мм (з остями), з 3–4 квітками. Приквітки (луски й леми) з закругленими спинками. Колоскові луски 2.0–3.0 мм, нижня коротша, ніж верхня, від гострих до загострених, верхня або обидві луски часто з тонкими смугами або волосками верхівково й уздовж країв, з 1–3 неясними жилками, голі й блискучі. Леми (за винятком ості) 2.8–4.0 мм, з кількома більш-менш помітними жилками, шорсткі, особливо в дистальній частині, з дуже шорсткими остюками 1.0–2.0 мм. Верхні квіткові луски шорсткі як на, так і між жилками. Пиляки добре розвинені, 0.4–1.1 мм. Плоди — однонасінні сім'янки. 2n= 28 (4x).

## Відтворення
Статеве розмноження насінням, немає вегетативного розмноження. Вітрозапильний вид. Шорсткі остюки можуть прикріпитися до птахів і тварин, а також дещо полегшити поширення під дією вітру.

## Поширення
Це в основному арктичний вид Північної Америки (Канада, Ґренландія) та Азії (Таймир, Північна Земля, Новосибірські острови). У Європі вид підтверджений тільки на архіпелазі Шпіцберген — Норвегія. Повідомлення з Нової Землі та Землі Франца-Йосипа потребують перевірки.
Росте на відкритих просторах полярних пустель на дрібнозернистих субстратах. Цей вид, очевидно, є слабким конкурентом, однак, ефективно колонізує нові ділянки, порушені морозом. 